# Beniamino Segre
Beniamino Segre (Turim, 16 de fevereiro de 1903 — 2 de outubro de 1977) foi um matemático italiano.
Foi um dos maiores contribuidores da geometria algébrica e um dos fundadores da geometria discreta.
Nasceu e estudou em Turim. Dentre suas principais contribuições à geometria algébrica estão estudos de invariantes birrotacionais de variedades algébricas, singularidades e superfícies algébricas. Seu trabalho seguiu o estilo da antiga Escola Italiana, embora ele também apreciasse o maior rigor da geometria algébrica moderna. Outra de suas contribuições foi a introdução de estruturas finitas e não-contínuas na geometria. Em seu artigo mais conhecido (Segre 1955) ele provou o seguinte teorema: Em um plano Desarguesian de ordem ímpar, os ovais são exatamente as cônicas irredutíveis. Alguns críticos apontaram que seu trabalho não era mais geometria, mas atualmente é reconhecido como uma disciplina separada: geometria combinatorial.
Em 1938 perdeu sua posição de professor, em consequência das leis antissemitas do governo de Benito Mussolini. Com o apoio do Council for Assisting Refugee Academics, passou os oito anos seguintes na Grã-Bretanha (a maior parte do tempo na Universidade de Manchester), retornando depois à Itália e reassumindo sua carreira acadêmica.

## Publicações
- Segre, Beniamino (1955). «Ovals in a finite projective plane». Canadian Journal of Mathematics. Journal Canadien de Mathématiques. 7: 414–416. ISSN 0008-414X. MR 0071034. doi:10.4153/CJM-1955-045-x